# Unione Sportiva Vimercatese
L'Unione Sportiva Vimercatese, nota semplicemente come Vimercatese, è stata una società calcistica italiana con sede nella città di Vimercate, in provincia di Monza e della Brianza.

## Storia
Fra i primi anni trenta e la seconda metà degli anni quaranta la Vimercatese disputa diversi tornei di Prima Divisione e Serie C (ovvero il terzo livello del calcio italiano), successivamente si divide fra la quarta serie e la massima categoria regionale.
Alla fine della stagione sportiva 1983-1984 si fonde con la Polisportiva Di.Po. di Vimercate per diventare Pol. Di.Po. Vimercatese.

## Palmarès

### Competizioni nazionali
- Serie C: 1

1945-1946 (girone E)

### Competizioni regionali
- Promozione: 1

1956-1957 (girone B lombardo)
- Prima Categoria: 1

1963-1964 (girone C lombardo)